# トバゴの海戦
トバゴの海戦（トバゴのかいせん、フランス語: Bataille de TabagoまたはTobago）は仏蘭戦争中の1677年3月3日、トバゴ島で行われた海戦。エストレ伯爵率いるフランス小艦隊はヤコブ・ビンケス率いるオランダ艦隊を撃滅した。激しい戦闘ではあったが戦争の行方には何ら影響しなかった。

## 背景
ビンケス提督率いるオランダ小艦隊は西インド諸島を巡航していた。ビンケスはカイエンヌとトバゴ島を奪取したほか、マリー＝ガラント島とサン＝ドマングを略奪した。フランスはグランセ侯爵の艦隊（戦列艦4隻とフリゲート1隻）しか派遣できず、資金不足により増援を送れなかった。ポナン艦隊を率いていたエストレ伯爵が艦隊の武装に必要な資金を一部拠出したため、艦隊は1676年10月6日にブレスト港を出航することができた。
12月22日の夜、エストレ伯爵はカイエンヌを攻撃して奪回した。続いてマルティニーク島に上陸して兵員を乗船させた。1788年2月20日、エストレはトバゴ島で錨を下ろして軍を上陸させた。上陸軍が進軍する最中にフランス艦隊がニーウ＝フリシンゲン（Nieuvw-Vlissingen、現スカボロー）に停泊していたオランダ艦隊と決着をつけるとした。しかしフランス軍の士気が低く攻撃の効果が薄かった。
1677年3月3日、現地の船員を捕らえて道案内をさせると、フランス艦隊は戦列を形成して港湾に入った。

## 戦闘

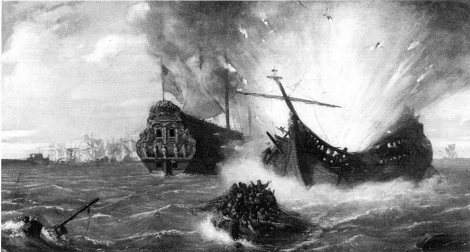
ハウス・テ・クラウニンゲンの爆発

ニーウ＝フリシンゲン港は三角に近い形をしており、長さは約1海里だった。入り口の広さは約2マイルだったが、実質的に使える広さは350メートルしかなかった。岸近くには水深約15メートルの場所があり、オランダ艦隊が1列をなして錨を下ろしていた。艦隊と陸地の間には錨を下ろした商船があった。
問題はどうやって港湾から出ることだった。海風が海の方角から吹いてきたため、港湾から出るには錨を引きずって移動するしかなかった。
フランス艦隊が戦列を形成して港湾に入るが、火船が座礁した。午前9時から10時には両艦隊がごく近い場所におり、艦側砲の応酬となった。
やがてオランダ艦ハウス・テ・クラウニンゲン（Huis te Kruiningen）が炎上すると、エストレの旗艦ル・グロリュー（Le Glorieux）は逃げようとしたが、結局ハウス・テ・クラウニンゲンは爆発してル・グロリューの後尾を破損させ、ハウス・テ・クラウニンゲンの破片が飛来したことで火が移ってきてしまった。ほかには商船数隻が炎上した。フランス艦ル・マルキー（Le Marquis）も相対したオランダ艦が炎上したためル・グロリューとほぼ同じ運命をたどった。オランダの火船に激しく攻撃されたラントレピーデ（L'Intrépide）は座礁を選び、船上の士官の多くが戦死したため海員たちが船上のアルコールを飲むことを防ぐことができなかった。後にオランダ艦隊がラントレピーデを拿捕するときにはさほど抵抗を受けない結果となった。ラントレピーデは結局、オランダ艦隊に焼却される。ル・プレシューも座礁したが、海員たちは自沈しようとした艦長を阻止、ル・プレシューはオランダ艦隊に拿捕された。
結局、戦闘が終わるころにはフランス艦隊が船4隻を失い、オランダ艦隊が船7隻を失った。ほかには商船数隻が炎上した。

## 2度目の戦闘
フランス艦隊は港湾から出て、兵士の回復を待った後トバゴを離れて3日後にグレナダに到着した。エストレは8月に帰国した後、新しい艦隊を率いて再び出発、12月12日にトバゴの占領に成功、また戦列艦のル・プレシュー（Le Précieux）、アン・フリューテ1隻とフリゲート1隻を拿捕した。